# Attheyella pilosa
Attheyella pilosa är en kräftdjursart som beskrevs av Claude Chappuis 1929. Attheyella pilosa ingår i släktet Attheyella och familjen Canthocamptidae. Inga underarter finns listade i Catalogue of Life.